# Ermedin Demirović
Ermedin Demirović (* 25. března 1998) je bosenský profesionální fotbalista, který hraje na pozici útočníka za německý klub VfB Stuttgart. Narodil se v Německu, ale hraje za národní tým Bosny a Hercegoviny.

## Klubová kariéra

### Mládežnická kariéra
Demirović začal hrát fotbal ve svém rodném městě v klubu Hamburger SV, než se v roce 2014 připojil k mládežnické akademii RB Lipsko.

### Alavés
V květnu 2017 podepsal čtyřletou smlouvu se španělským týmem Deportivo Alavés. Svůj profesionální debut si odbyl 3. ledna 2018 v zápase Copa del Rey proti Formenteře a vstřelil dvě branky. O tři týdny později debutoval v lize proti Barceloně. 6. května vstřelil svůj první ligový gól při triumfu nad Málagou.
V červenci byl Demirović zapůjčen do francouzského týmu Sochaux do konce sezóny.
V lednu 2019 byl Demirović vyslán na půlroční hostování do Almeríe.
V září byl na zbytek sezóny zapůjčen do švýcarského klubu FC St. Gallen.

### Freiburg
V červenci 2020 Demirović přestoupil do SC Freiburg za nezveřejněnou částku. Svůj oficiální debut za tým si odbyl 13. září v zápase DFB-Pokalu proti Waldhofu Mannheim. O dva týdny později debutoval v lize proti VfL Wolfsburg. 20. prosince vstřelil svůj první gól za Freiburg při výhře nad Herthou BSC.

### Augsburg
V červenci 2022 Demirović přestoupil do FC Augsburg, kde podepsal smlouvu do června 2026. Svůj soutěžní debut za tým si odbyl 31. července v utkání DFB-Pokal proti Blau-Weiß Lohne. O týden později debutoval v lize proti SC Freiburg. 20. srpna vstřelil svůj první gól za Augsburg proti Mohuči.
V srpnu 2023 byl jmenován kapitánem klubu.

### Stuttgart
V červenci 2024 přestoupil Demirović do VfB Stuttgart, se kterým podepsal čtyřletou smlouvu. Oficiálně debutoval za tým 17. srpna v utkání DFL-Supercup proti Bayeru Leverkusen. O týden později debutoval v lize proti SC Freiburg a podařilo se mu vstřelit gól.
Demirović debutoval 17. září v Lize mistrů UEFA na hřišti Realu Madrid.

## Reprezentační kariéra
Demirović reprezentoval Bosnu a Hercegovinu na všech mládežnických úrovních.
V listopadu 2018 obdržel své první povolání do seniorského národního týmu, a to na zápas Ligy národů UEFA 2018/19 proti Rakousku a přátelský zápas proti Španělsku, ale na svůj debut v kvalifikaci na Mistrovství světa ve fotbale 2022 proti Finsku si musel počkat až do 24. března 2021.
Dne 23. září 2022 v zápase Ligy národů UEFA 2022/23 proti Černé Hoře vstřelil Demirović svůj první reprezentační gól, který také zajistil vítězství jeho týmu.

## Osobní život
Demirović se v září 2024 oženil se svou dlouholetou přítelkyní Sandrou.
Je praktikujícím muslimem; spolu s reprezentačními kolegy Jusufem Gazibegovićem, Harisem Tabakovićem, Nihadem Mujakićem, Harisem Hajradinovićem, Djenisem Burnićem, Seadem Kolašinacem, Enverem Kulašinem, Nailem Omerovićem, Benjaminem Tahirovićem, Osmanem Hadžikićem a Erminem Bičakčićem navštívil mešitu v Ilidži během soustředění národního týmu.

## Statistiky

### Klubové
Platí k zápasu hranému 6. října 2024.
| Klub                   | Sezóna            | Liga                   | Liga   | Liga | Národní pohár | Národní pohár | Ligový pohár | Ligový pohár | Kontinentální | Kontinentální | Ostatní | Ostatní | Celkově | Celkově |
| Klub                   | Sezóna            | Soutěž                 | Zápasy | Góly | Zápasy        | Góly          | Zápasy       | Góly         | Zápasy        | Góly          | Zápasy  | Góly    | Zápasy  | Góly    |
| ---------------------- | ----------------- | ---------------------- | ------ | ---- | ------------- | ------------- | ------------ | ------------ | ------------- | ------------- | ------- | ------- | ------- | ------- |
| RB Leipzig II          | 2016/17           | Regionalliga Nordost   | 1      | 1    | –             | –             | –            | –            | –             | –             | –       | –       | 1       | 1       |
| Alavés                 | 2017/18           | La Liga                | 3      | 1    | 3             | 3             | –            | –            | –             | –             | –       | –       | 6       | 4       |
| Sochaux (hostování)    | 2018/19           | Ligue 2                | 16     | 4    | 0             | 0             | 1            | 0            | –             | –             | –       | –       | 17      | 4       |
| Almería (hostování)    | 2018/19           | Segunda División       | 13     | 0    | –             | –             | –            | –            | –             | –             | –       | –       | 13      | 0       |
| St. Gallen (hostování) | 2019/20           | Švýcarská Super League | 28     | 14   | 0             | 0             | –            | –            | –             | –             | –       | –       | 28      | 14      |
| SC Freiburg            | 2020/21           | Bundesliga             | 30     | 5    | 2             | 0             | –            | –            | –             | –             | –       | –       | 32      | 5       |
| SC Freiburg            | 2021/22           | Bundesliga             | 31     | 2    | 6             | 1             | –            | –            | –             | –             | –       | –       | 37      | 3       |
| SC Freiburg            | Celkově           | Celkově                | 61     | 7    | 8             | 1             | –            | –            | –             | –             | –       | –       | 69      | 8       |
| FC Augsburg            | 2022/23           | Bundesliga             | 30     | 8    | 2             | 0             | –            | –            | –             | –             | –       | –       | 32      | 8       |
| FC Augsburg            | 2023/24           | Bundesliga             | 33     | 15   | 1             | 0             | –            | –            | –             | –             | –       | –       | 34      | 15      |
| FC Augsburg            | Celkově           | Celkově                | 63     | 23   | 3             | 0             | –            | –            | –             | –             | –       | –       | 66      | 23      |
| VfB Stuttgart          | 2024/25           | Bundesliga             | 6      | 5    | 1             | 1             | –            | –            | 2             | 0             | 1       | 0       | 10      | 6       |
| Celkově v kariéře      | Celkově v kariéře | Celkově v kariéře      | 191    | 55   | 15            | 5             | 1            | 0            | 2             | 0             | 1       | 0       | 210     | 60      |

### Reprezentační
Platí k zápasu hranému 11. října 2024.
| Národní tým         | Rok     | Zápasy | Góly |
| ------------------- | ------- | ------ | ---- |
| Bosna a Hercegovina | 2021    | 10     | 0    |
| Bosna a Hercegovina | 2022    | 5      | 1    |
| Bosna a Hercegovina | 2023    | 8      | 0    |
| Bosna a Hercegovina | 2024    | 6      | 1    |
| Celkově             | Celkově | 29     | 2    |

#### Reprezentační góly
Skóre a výsledky Bosny a Hercegoviny jsou vždy zapsány jako první. Góly Ermedina Demiroviće jsou zvýrazněny.
| Gól | Datum         | Místo                                     | Zápas | Soupeř     | Skóre | Výsledek | Soutěž                   |
| --- | ------------- | ----------------------------------------- | ----- | ---------- | ----- | -------- | ------------------------ |
| 1.  | 23. září 2022 | Bilino Polje, Zenica, Bosna a Hercegovina | 14.   | Černá Hora | 1:0   | 1:0      | Liga národů UEFA 2022/23 |
| 2.  | 7. září 2024  | Philips Stadion, Eindhoven, Nizozemsko    | 27.   | Nizozemsko | 1:1   | 2:5      | Liga národů UEFA 2024/25 |